# امیر مکری
امیر مکری (متولد ۲۱ خرداد ۱۳۳۵ در ایران) فیلمبردار ایرانی است. وی در سال ۱۹۷۷ به ایالات متحده آمریکا مهاجرت کرده و در کالج امرسون تحصیل کرده‌است.

## فیلمشناسی
| ردیف | نام فیلم                              | سال تهیه |
| ---- | ------------------------------------- | -------- |
| ۱    | یک قهرمان از زمان ما                  | ۱۹۸۵     |
| ۲    | همه چیزهایی که میتوانی فکرشان را بکنی | ۱۹۸۶     |
| ۳    | خانه آفتاب تابان                      | ۱۹۸۷     |
| ۴    | رقص اِسلم                              | ۱۹۸۷     |
| ۵    | یک کاسه چای بنوش                      | ۱۹۸۹     |
| ۶    | زندگی ارزان است...اماکاغذ توالت گران  | ۱۹۸۹     |
| ۷    | فولاد آبی                             | ۱۹۹۰     |
| ۸    | ارتفاعات اقیانوس آرام                 | ۱۹۹۰     |
| ۹    | منطق کوینز                            | ۱۹۹۱     |
| ۱۰   | فاحشه                                 | ۱۹۹۱     |
| ۱۱   | فری جک                                | ۱۹۹۲     |
| ۱۲   | باشگاهِ لذت ببرید                      | ۱۹۹۳     |
| ۱۳   | چشم در برابر چشم                      | ۱۹۹۶     |
| ۱۴   | کایوتی زشت                            | ۲۰۰۰     |
| ۱۵   | هیچ چیز نگو                           | ۲۰۰۱     |
| ۱۶   | دریای سالتون                          | ۲۰۰۲     |
| ۱۷   | پسرهای بد ۲                           | ۲۰۰۳     |
| ۱۸   | زنده بمان                             | ۲۰۰۴     |
| ۱۹   | ارباب جنگ                             | ۲۰۰۵     |
| ۲۰   | گنجینه ملی: کتاب رمز                  | ۲۰۰۷     |
| ۲۱   | نقطه برتری                            | ۲۰۰۸     |
| ۲۲   | سریع و خشمگین ۴                       | ۲۰۰۹     |
| ۲۳   | فصل جادوگری                           | ۲۰۱۱     |
| ۲۴   | تغییرشکل‌دهندگان: تاریکی ماه           | ۲۰۱۱     |
| ۲۵   | مرد پولادین                           | ۲۰۱۳     |
| ۲۶   | تبدیل‌شوندگان: عصر انقراض              | ۲۰۱۴     |
| ۲۷   | کشتن خوب                              | ۲۰۱۴     |
| ۲۸   | پیکسل                                 | ۲۰۱۵     |
| ۲۹   | Anon                                  | ۲۰۱۸     |
| ۳۰   | راز جنایت                             | ۲۰۱۹     |